# Płytki medialne skrzydeł

Skleryty skrzydłowe. tg: tegula, Humeral plate: płytka humeralna, First Axillary: pierwszy skleryt aksillarny, Second Axillary: drugi skleryt aksillarny, Third Axillary: trzeci skleryt aksillarny, Fourth Axillary: czwarty skleryt aksillarny, bf: bazalny fałd skrzydła, Proximal plate: przednia płytka medialna, Distal plate: tylna płytka medialna, ANP: przedni wyrostek notalny tergitu, PNP: tylny wyrostek notalny tergitu, axillary cord: costula tendinis, Vannus: pole analne, C: żyłka kostalna, Sc: żyłka subkostalna, R: żyłka radialna, M: żyłka medialna, Cu: żyłka kubitalna, PCu: żyłka postkubitalna, A: żyłki analne, JA: żyłki jugalne.

Płytki medialne (ang. median plates) – skleryty występujące w nasadowej części skrzydeł niektórych owadów uskrzydlonych.
Płytki te występują tylko wśród nowoskrzydłych, u których biorą udział w składaniu skrzydła. Leżą one w środkowej części nasady skrzydła, dystalnie od drugiego i trzeciego sklerytu aksillarnego i prawdopodobnie stanowią pochodne tego ostatniego.
Przednia płytka leży w polu aksillarnym (łac. regio axillaris) skrzydła, proksymalnie (dosiebnie) od bazalnej linii zgięcia skrzydła (łac. plica basalis) i zwykle połączona jest z dystalnym ramieniem trzeciego sklerytu aksillarnego.
Tylna płytka leży poza bazalną linią zgięcia, na obszarze pola mediokubitalnego, będącego częścią remigium. Czasem płytka ta jest nieobecna lub zastąpiona ogólną sklerotyzacją wspomnianego pola. Z odsiebną krawędzią tej płytki związane są podstawy żyłki medialnej i kubitalnych, o ile nasadowe odcinki tych żyłek są w pełni wykształcone.